# Protoleptoneta bulgarica
Protoleptoneta bulgarica är en spindelart som beskrevs av Christo Deltshev 1972. Protoleptoneta bulgarica ingår i släktet Protoleptoneta och familjen Leptonetidae.
Artens utbredningsområde är Bulgarien. Inga underarter finns listade i Catalogue of Life.